# La Tâche

La Tâche este o comună în departamentul Charente, Franța. În 1 ianuarie 2022 avea o populație de 106 de locuitori.